# Citwa
Citwa (biał. Цітва; ros. Цитва) – wieś na Białorusi, w rejonie puchowickim obwodu mińskiego, około 6 km na południe od Rudzieńska, nad rzeką Ptyczą.

## Historia
Citwa należała od XV wieku do rodziny Janiszewskich herbu Tępa Podkowa. Ostatnim właścicielem Citwy w 1917 roku był Melchior Janiszewski. W latach 1919–1921 Citwa znalazła się pod zwierzchnictwem polskim, była siedzibą władz gminy Citwa w administracyjnym okręgu mińskim, jednak po wytyczeniu granicy polsko-radzieckiej w 1921 roku znalazła się na terytorium ZSRR.
Janiszewscy wybudowali tu w XIX wieku cerkiew dla ludności unickiej. Po powstaniu styczniowym cerkiew została przekształcona na prawosławną, a pobliski kościół katolicki w Dukorze został zlikwidowany.

## Dawne zabytki
W XVIII wieku Janiszewscy wybudowali tu przestronny, jedenastoosiowy, parterowy, drewniany dwór. Na przełomie XIX i XX wieku dom został gruntownie odrestaurowany. Wnętrze składało się z czternastu pokoi w układzie dwutraktowym. Salony były umeblowane osiemnastowiecznymi mahoniowymi meblami.
Majątek w Citwie jest opisany w 1. tomie Dziejów rezydencji na dawnych kresach Rzeczypospolitej Romana Aftanazego.